# Charlie Benante
Charles Lee Benante (The Bronx, New York, SAD, 27. studenog 1962.) je američki glazbenik, najpoznatiji kao bubnjar američkog thrash metal sastava Anthrax, kao i crossover thrash sastava Stormtroopers of Death. Zajedno s ritam gitaristom i vođom sastava Scottom Ianom, napisao je većinu glazbe za Anthraxovu diskografiju.

## Karijera
Benante se pridružio Anthraxu 1983. godine, točno prije snimanja debitantskog albuma sastava Fistful of Metal. Od tada je stalni bubnjar sastava. Poznat je po jako brzoj tehnici duplog basa te kao i jedan od pionira duplog basa. Također je jedan od bubnjara koji su popularizirali blast beat tehniku s thrash metalom.
Također je usavršeni gitarist, koju je svirao kao glavni gitarist na S.O.D.-ovom Speak English or Die albumu, kao i na nekim pjesmama za Anthrax. Pored glazbenih dužnosti, Benante je također grafički dizajner pa je kreirao mnoge omote za Anthrax i dizajne za majice.

## Osobni život
Benante je ujak Anthraxovog basista Franka Belloa, čija je majka Benanteova starija sestra. Njegov drugi nećak, Frankov mlađi brat, Anthony, je ubijen u Bronxu, NYC, 25. ožujka 1996. godine. Na žalost Benanteovih, ubojstvo nikada nije riješeno.
Benante je u nekoliko starijih intervjua s Anthraxom rekao kako mu je najdraži fiktivni lik Darth Vader.
Benante je veliki ljubitelj filma iz 1975. Ralje, te posjeduje veliku kolekciju suvenira iz tog filma. Pojavio se u dokumentarcu The Shark Is Still Working, koji se nalazi na Blu-ray izdanju Ralja iz 2012. godine.
Tijekom 2012. godine, Benantea je zateklo nekoliko osobnih problema koji su ga forsirali da propusti nekoliko koncerata s Anthraxom. Početkom godine mu je majka preminula, što je također rezultiralo da Frank Bello (Benanteova majka je Bellova baka) propusti nekoliko koncerata sa sastavom u Argentini. Benante se povuka ponovno tijekom ljeta na Rockstar Mayhem Festu nakon što ga je uhvatila "manja ozlijeda ruke". Također tijekom ljeta, Benante je sa ženom imao kućnu svađu ispred njihove kćerke, što je rezultiralo uhapšenju i Benantea i njegove žene. Benante je kasnije propustio i turneju u Ujedinjenom Kraljevstvu i Europi kako bi riješio neke, "osobne stvari" prema Scottu Ianu. Godine 2013., rečeno je kako će Benante propustiti koncerte u Australiji, ponovno zbog osobnih razloga. Briga o Benanteovom stanju sa sastavom rasla je, no Benante se vratio jači te je i danas bubnjar sastava.
U ožujku 2019. godine, potvrđeno je da je Benante u vezi s Carlom Harvey, pjevačicom sastava Butcher Babies.

## Diskografija
Anthrax
- Fistful of Metal (1984.)
- Spreading the Disease (1985.)
- Among the Living (1987.)
- State of Euphoria (1988.)
- Persistence of Time (1990.)
- Sound of White Noise (1993.)
- Stomp 442 (1995.)
- Volume 8: The Threat Is Real (1998.)
- We've Come for You All (2003.)
- Worship Music (2011.)
- For All Kings (2016.)

Stormtroopers of Death
- Speak English or Die (1985.)
- Bigger than the Devil (1999.)
- Rise of the Infidels (2007.)